# Amargasaurus
Amargasaurus ("ještěr z La Amarga") byl rod středně velkého sauropodního dinosaura, žijícího v období rané křídy na území současné Argentiny.

## Rozměry
Amargasaurus patřil spíše k menším až středně velkým sauropodům, protože dosahoval délky "jen" asi 12 až 13 metrů a vážil zhruba 4000 kilogramů. Podle jiného odhadu však dosahoval hmotnosti pouze kolem 2600 kilogramů.

## Popis
Tento sauropod měl relativně malou hlavu na dlouhém krku, silné tělo a čtyři sloupovité končetiny. Amargasaurus měl také na celém hřbetě (od hlavy až po ocas) dvě řady trnů, které tvořily jakousi dvojitou kožní blánu či spíše hřeben. Tento hřeben na krku a hřbetu činil amargasaura zdánlivě poněkud většího, než ve skutečnosti byl. Jeho přesná funkce dosud není uspokojivě vysvětlena. Amargasaurus byl býložravcem, spásajícím zejména nízko rostoucí vegetaci. 

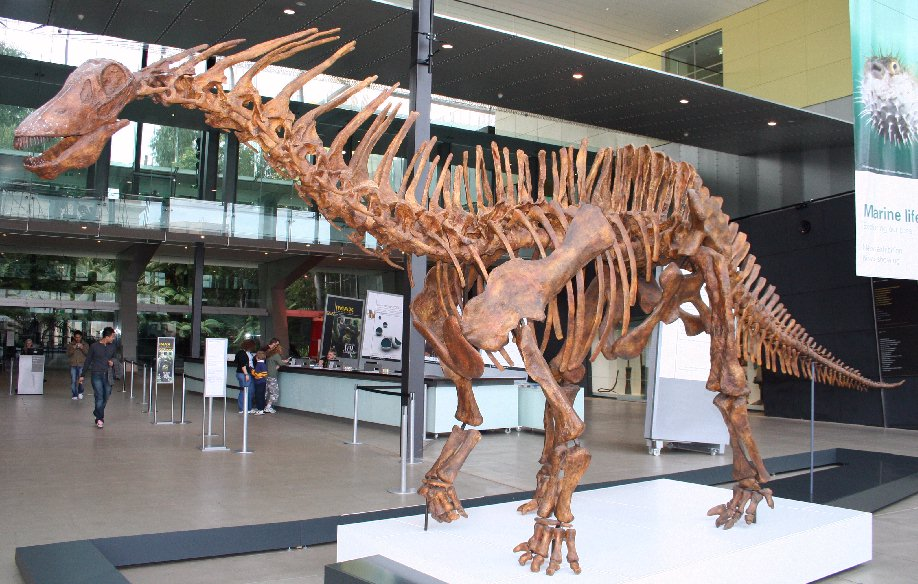
Kostra amargasaura

Podle odborné práce publikované roku 2022 mohli být tito sauropodní dinosauři vybaveni jakýmsi "krčním hřebenem" z natažené kůže mezi trnovými výběžky cervikálních obratlů, který sloužil nejspíš k signalizační funkci.

## Zařazení
Tento sauropodní dinosaurus byl zástupcem čeledi Dicraeosauridae a jeho sesterským druhem byl zřejmě mírně geologicky starší argentinský taxon Pilmatueia faundezi.
Podle výzkumu publikovaného v roce 2021 může být plně dospělým a odrostlejším zástupcem tohoto rodu samostatně popsaný druh Amargatitanis macni.